# Diplobatis guamachensis
Diplobatis guamachensis är en rockeart som beskrevs av Martín Salazar 1957. Diplobatis guamachensis ingår i släktet Diplobatis och familjen Narcinidae. IUCN kategoriserar arten globalt som sårbar. Inga underarter finns listade i Catalogue of Life.